# Maciej Łuczak (polityk)
Maciej Adam Łuczak (ur. 3 stycznia 1967 w Łodzi) – polski polityk, geodeta i samorządowiec, w latach 2014–2015 wiceprezydent Pabianic, senator IX i X kadencji.

## Życiorys
Ukończył w 1992 geodezję i kartografię na Wydziale Melioracji i Inżynierii Środowiska Akademii Rolniczej we Wrocławiu. Pracował jako geodeta, inspektor geodezyjny i dyrektor gospodarstwa pomocniczego przy Starostwie Powiatowym w Pabianicach. Zajął się też prowadzeniem własnego gospodarstwa rolnego.
W 2009 wstąpił do Prawa i Sprawiedliwości, objął funkcję pełnomocnika powiatowego partii. W listopadzie 2014 uzyskał mandat radnego powiatu pabianickiego. Wkrótce z niego zrezygnował w związku z objęciem w grudniu tegoż roku stanowiska zastępcy prezydenta Pabianic Grzegorza Mackiewicza.
W wyborach parlamentarnych w 2015 kandydował do Senatu z ramienia Prawa i Sprawiedliwości w okręgu wyborczym nr 26. Został wybrany na senatora, zdobywając 58 237 głosów (42,98%) i pokonując m.in. dotychczasowego senatora Andrzeja Owczarka z PO (40,32%). W wyborach w 2019 z powodzeniem ubiegał się o senacką reelekcję, otrzymując 70 561 głosów. W 2023 nie został wybrany na kolejną kadencję.
W 2024 uzyskał mandat radnego Sejmiku Województwa Łódzkiego VII kadencji.